# Faucherea ambrensis
Faucherea ambrensis är en tvåhjärtbladig växtart som beskrevs av Aubrev. Faucherea ambrensis ingår i släktet Faucherea och familjen Sapotaceae. Inga underarter finns listade i Catalogue of Life.